# Třída Delfin (1912)
Třída Delfin byla třída ponorek řeckého námořnictva. Celkem byly postaveny dvě jednotky této třídy. Ve službě byly v letech 1912–1920. První jednotka Delfin se účastnila první balkánské války. Od prosince 1916 do prosince 1918 byly ponorky obsazeny francouzskými vojáky a do konce první světové války byly provozovány francouzským námořnictvem. Vyřazeny byly roku 1920.

## Stavba
Celkem byly postaveny dvě ponorky této třídy. Objednány byly roku 1909 u francouzské loděnice Schneider v Chalon-sur-Saône. Do služby byly přijaty v letech 1912–1913.
Jednotky třídy Delfin:
| Jméno  | Založení kýlu | Spuštěna | Vstup do služby | Poznámky                                                                                                 |
| ------ | ------------- | -------- | --------------- | --- |
| Delfin | 1910          | 1912     | srpen 1912      | V prosinci 1916 obsazena a provozována pod francouzskou vlajkou. Vrácena v prosinci 1918. Vyřazena 1920. |
| Xifias | 1910          | 1912     | březen 1912     | V prosinci 1916 obsazena a provozována pod francouzskou vlajkouv Vrácena v prosinci 1918. Vyřazena 1920. |

## Konstrukce

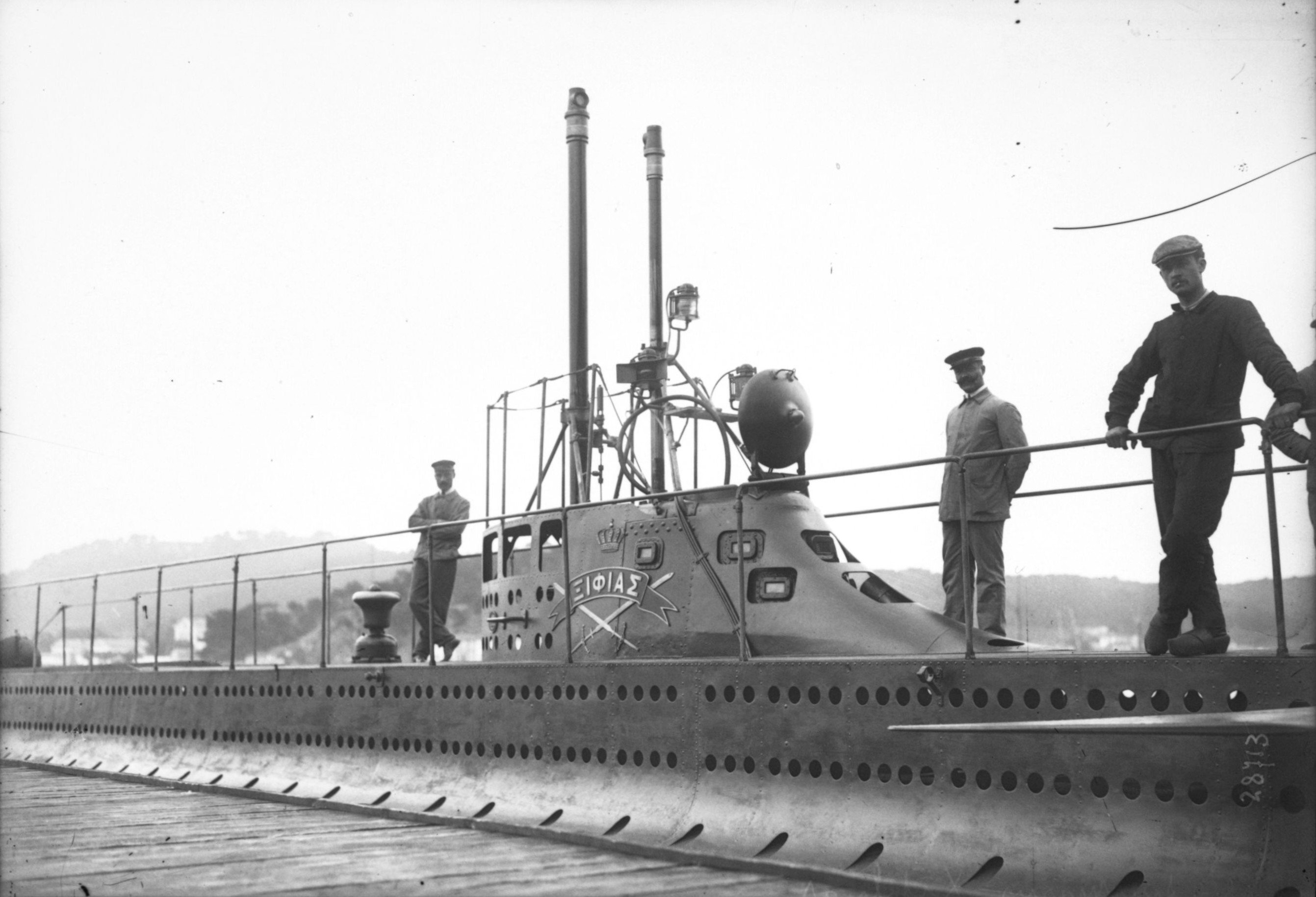
Velitelská věž ponorky Xifias

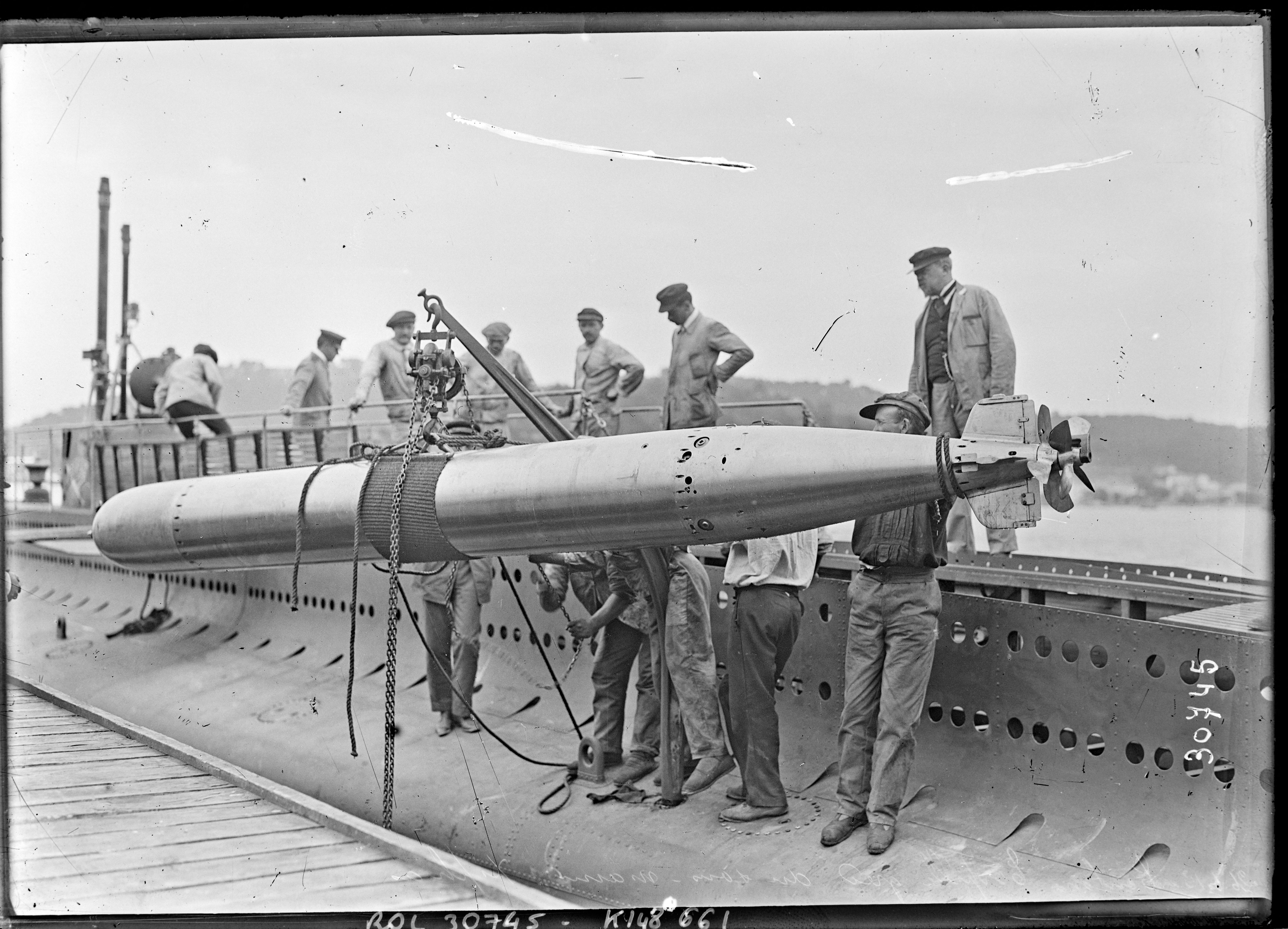
Nakládání torpéda do ponorky Xifias

Ponorky konstrukčně představovaly typ Laubeuf. Vyzbrojeny byly pěti 450mm torpédomety se zásobou šesti torpéd. Jeden torpédomet se nacházel v přídi a čtyři byly umístěny externě. Pohonný systém tvořily dva diesely Schneider o výkonu 720 hp a dva elektromotory o výkonu 460 hp, pohánějící dva lodní šrouby. Nejvyšší rychlost dosahovala třináct uzlů na hladině a 8,5 uzlu pod hladinou.

## Služba
Za první balkánské války měla ponorka Delfin základnu na ostrově Tenedos. Dne 9. prosince 1912 kapitán ponorky zpozoroval z Dardanel vyplouvající osmanský chráněný křižník Mecidiye. Ponorka na něj ze vzdálenosti 500 metrů vypustila jedno torpédo, to ji však nezasáhlo a potopilo se. Jednalo se o první torpédový útok z moderní ponorky.